# Lukas Gähwiler
Lukas Josef Gähwiler (* 4. Mai 1965 in Goldach SG; heimatberechtigt in Rickenbach TG) ist ein Schweizer Bankmanager.

## Leben
Lukas Gähwiler ist in der Ostschweiz aufgewachsen. Er absolvierte eine Berufslehre bei der St. Galler Kantonalbank. 1990 machte er einen Abschluss an der Fachhochschule St. Gallen. Von 1996 bis 1997 schloss er ein Zusatzstudium an der International Bankers School in New York City ab und absolvierte das Advanced Management Program an der Harvard Business School.
Wesentliche Stationen in seiner Berufskarriere im Schweizer Bankensektor waren fünf Jahre Einsatz als Kundenberater der St. Galler Kantonalbank bis 1986, dann ab 1990 zwei Jahrzehnte Tätigkeit für Credit Suisse, zuletzt verantwortlich für das Kreditwesen im globalen Private Banking und im Firmenkundengeschäft, gefolgt ab 2010 von der Optimierung des Schweizer Bankgeschäfts der anderen Schweizer Grossbank UBS. 2017 wechselte er von dieser anspruchsvollen operativen Aufgabe in die Rolle des Verwaltungsratspräsidenten (VRP) der UBS Schweiz AG. In dieser Funktion nahm er Einsitz in wichtigen Schweizer Wirtschaftsgremien wie der Economiesuisse und dem Arbeitgeberverband. Beim Wechsel des VRPs der Gesamtbank UBS wurde Gähwiler 2022 zum Vizepräsidenten des VRs der UBS Group AG ernannt. Nach der Übernahme der Credit Suisse durch die UBS wurde er als VRP der seit dem 12. Juni 2023 als Tochterfirma von UBS geführten Credit Suisse zu einem Hauptverantwortlichen für die Integration der CS in die UBS.

## Weitere Tätigkeiten
- Vizepräsident der Schweizerischen Bankiervereinigung
- Vizepräsident der Zürcher Handelskammer
- Vorstandsmitglied Swiss Finance Council, Bern
- Verwaltungsrat der Pilatus Flugzeugwerke AG
- Verwaltungsrat des Medienunternehmens Ringier AG, Zofingen
- Präsident Stiftungsrat Pensionskasse der UBS, Zürich
- Stiftungsrat Avenir Suisse[4]
- Mitglied Rotary Club Zürich-Sihltal[1]